# Ерико Малатеста
Енрико Гаетано Мария Паскуале Малатеста (на италиански: Errico Gaetano Maria Pasquale Malatesta; 14 декември 1853 – 22 юли 1932) е италиански анархо-комунист и приятел на Михаил Бакунин. Прекарва по-голямата част от живота си извън родната си Италия. Прекарва повече от десет години в затвора. Издава и редактира много радикални вестници.

## Биография
Роден на 14 декември 1953 г. в семейство на земевладелци в Санта Мария Маджоре (понастоящем – община Санта Мария Капуа Ветере), в Кралството на двете Сицилии. Предците на Ерико принадлежат към италианската фамилия Малатеста, която управлява Римини от 1295 до 1500 г.
Първо арестуван на четиринадесет години за писане на писмо до крал Виктор Емануил II, оплакващо се от местната несправедливост. Учи медицина в университета в Неапол; откъдето е изгонен през 1871 г. за участие в демонстрация. Ентусиазмът за Парижката комуна и приятелството с Кармело Паладино водят Малатеста до Неаполската секция на Първия интернационал. През 1872 г. той се среща с Бакунин, с когото участва в учредителния конгрес на Анархисткия интернационал в Сен Имиен.
През април 1877 г. Малатеста, Карло Кафиеро, Степняк-Кравчински с тридесет смелчаци започват въстание в провинция Беневенто, като превземат без бой селата Летино и Гало. Революционерите изгарят данъчните регистри и обявяват края на властта на краля, което е посрещнато с голям ентусиазъм: дори местният свещеник изразява подкрепата си. Скоро обаче всички са арестувани от правителствените войски и държани в ареста в продължение на шестнадесет месеца. След многократни терористични атаки срещу членове на италианското кралско семейство, радикалите са поставени под постоянно полицейско наблюдение, въпреки че анархистите твърдя, че нямат нищо общо с атаките.
Скитайки се по света, Малатеста посещава Женева, където се сприятелява с Елизе Реклю и Пьотър Кропоткин, помагайки на последния да публикува Le Révolté. Въпреки това, той също е изгонен оттам, след дълги изпитания, най-накрая се установява в Лондон. В Лондон Малатеста, работещ като продавач на сладолед и механик, участва през 1881 г. в Конгреса на анархистите, на който присъстват още Петър Кропоткин, Франческо Саверио Мерлино, Мари Льо Конт, Луиза Мишел и Емил Готие.
От 1885 г. той живее в Буенос Айрес, където участва в създаването на първия синдикат на работниците в Аржентина и Съюза на пекарите. През следващите години Малатеста живее в Лондон, откъдето прави тайни пътувания до европейски страни, говори с Дел Мармол с лекции в Испания.
Малатеста участва в Международния анархистки конгрес в Амстердам (1907), където разгорещено спори, особено с Пиер Монат, за връзката между анархизма и синдикализма – профсъюзното движение. Пиер Монат твърди, че синдикализмът е революционен и създава условия за социална революция, докато Малатеста вярва, че синдикализмът сам по себе си не е достатъчен. Профсъюзите могат да играят реформистка, а понякога дори консервативна роля. Заедно с Кристиан Корнелисен той цитира примера на синдикатите в Съединените щати, където синдикатите на висококвалифицирани работници понякога се противопоставят на нискоквалифицираните работници, за да защитят своята относително привилегирована позиция.
През 1914 г. Малатеста подкрепя Червената седмица и призовава работническите демонстрации да се превърнат в революция. След Първата световна война се завръща в Италия. Две години след завръщането си, през 1921 г., той отново е затворен. Освободен е два месеца преди нацистите да дойдат на власт. От 1924 г. до 1926 г., когато Бенито Мусолини заглушава цялата независима преса, Малатеста издава списание Pensiero e Volontà, въпреки че списанието страда от правителствена цензура. Революционерът е принуден да прекара последните си години като електротехник и да води относително спокоен живот. В петък, На 22 юли 1932 г., след няколко години страдания, той умира от бронхиална астма.

## Избрана библиография
- Malatesta, Errico. Al caffè: discutendo di rivoluzione e anarchia.   La Fiaccola, 1978. (на италиански)
- Malatesta, Errico. Life and Ideas: The Anarchist Writings of Errico Malatesta.   Лос Анжелис, PM Press, 15 март 2015. ISBN 1629630322. p. 320. (на английски)